# Gilles Thimonier
Gilles Thimonier, né le 12 janvier 1962, est un copilote de rallye français.

## Biographie
Sa carrière comme navigateur s'étale sur 17 années, de 1983 à 2000.
Il a ainsi pu participer à 35 épreuves du championnat mondial.
Il a côtoyé, notamment: Christian Dorche (1983-85), Marc Duez (1985 et 1998), Maurice Chomat (1987-88), Massimo Ercolani (1988), Alain Oreille (1989), Jean Ragnotti essentiellement (1989-96), Piero Longhi (1997), Sylvain Polo (1997), Mark Champeau (1998-99)... au total une vingtaine de pilotes auront bénéficié de ses services. Ses plus belles prestations ont été obtenues sur des voitures Renault.
Il manqua perdre la vie lors de l'accident fatal de Mark Champeau en 1999, durant les reconnaissances du rallye du Mont-Blanc sur Subaru Impreza, alors qu'ils étaient classés seconds du championnat à mi-saison.
Il cessa la compétition un an plus tard, mais en 2009 il disputa 4 manches de l'IRC au côté de Julien Maurin, terminant 17e du rallye Sanremo.

## Titres
- Champion du monde (Coupe FIA du Groupe N) des voitures de production: 1989 (avec Alain Oreille, sur Renault 5 GT Turbo);
- Champion de France des Rallyes du Groupe N: 1990 (avec Jean Ragnotti, sur Renault 5 GT Turbo);
- Quadruple champion de France des Rallyes 2 litres 2 roues motrices: 1991, 1992, 1993, et 1994 (avec Jean Ragnotti, sur Renault Clio Groupe A);
  - Vice-champion de France des rallyes: 1991 (avec Jean Ragnotti) (3e en 1991, 4e en 1993 et 1996, et 5e en 1994);

## Victoires

### WRC
- Rallye de Côte d'Ivoire: 1989 (avec Alain Oreille, sur Renault 5 GT Turbo);

### PWRC
- Rallye Monte-Carlo: 1989;
- Tour de Corse: 1989;
- Rallye Sanremo: 1989;
- Rallye de Côte d'Ivoire: 1989;

### Championnat FIA 2L.
- Rallye Monte-Carlo: 1995 (avec Jean Ragnotti);

### ERC (championnat d'Europe)
- Rallye Grasse - Alpin: 1991 (avec Jean Ragnotti);
- Rallye du Var: 1992 (avec Jean Ragnotti);
- Rallye d'Antibes - Rallye d'Azur: 1997 (avec Sylvain Polo);

### Autres victoires (et secondes places) notables
- Rallye du Maroc: 1987 (avec Maurice Chomat);
- Rallye du Limousin: 1992 (avec Jean Ragnotti);
- Ronde de la Giraglia: 1997 (avec Francis Mariani);
- Tour auto de la Réunion: 1993 et 1994 (avec Jean Ragnotti);
  - 2e des Boucles de Spa: 1985 (avec Marc Duez) (ERC);
  - 2e du rallye Günaydin: 1989 (avec Jean Ragnotti) (ERC);
  - 2e du rallye du Var: 1991 (avec Jean Ragnotti) (ERC);
  - 2e du rallye du Liban: 1993 (avec Jean Ragnotti) (MORC).